# 革新自治体
革新自治体（かくしんじちたい）とは、日本共産党・社会民主党（旧日本社会党）など、革新勢力の支援で首長となった者が務める地方自治体を指す。

## 歴史

### 戦後10年間の革新首長の林立
第二次世界大戦終結前の大日本帝国においても無産政党の政界進出は行われていたが、議会に占める割合は1割に満たず、また首長は内務省による任命か議会による選挙によって就任していたため、農民運動が盛んな農村の一部を除き、革新自治体は誕生する余地はなかった。
戦後、日本社会党や日本共産党が躍進し、特にGHQの後押しで日本労働組合総評議会（総評）を組織した社会党は国政においてキャスティング・ボートを握るほどの勢力となった。特に1950年代前半はドッジ・ラインによるデフレにより地方自治体は軒並み財政難に襲われており、社会党系の県知事が次々と誕生した。特に、後に保守政党の支援団体となる医師会や農協も応援し、いわゆる労農連携が実現し、保守系野党もこれに加わることがあった。
この流れは、政府が地方行政を転換し、財政の地方配分増加、農業補助金の拡大などの農業構造改善事業によって不満が収束すると、知事や大都市の市長における革新首長は減少する。国政においても、1955年の自由民主党結党以降は保守勢力の優位が成立する。

### 保守政権の下での逼塞

#### 地方政治の革新系首長
1950年代後半から60年代前半までに当選していた、数少ない革新系首長としては、蜷川虎三京都府知事(1950年4月20日 - 1978年4月15日)が挙げられる。蜷川は1950年に革新知事が続々誕生したうちの一人である。しかし、自民党の基盤である中小商工業者や農民を重視するといった、本来保守政党を支持する層を取り込む政策をとることによって、7期28年間も府政を維持した。イデオロギーに政策ががんじがらめにされることがない蜷川府知事を、自民党京都府議として対峙していた野中広務は「生粋の明治人」と評している。
また、北海道池田町の丸谷金保町長(1957年5月 - 1976年10月)は、財政破綻した町に十勝ワインの産業を興して財政を立て直し、町おこしの元祖として名をはせる。

#### 国政における革新政党の連敗
一方で国政における社会党は、総評の組織力に支えられており、党内右派の江田三郎が労働組合員以外への支持の浸透を図っていたが、地方支部の活動は活発にならなかった。1960年の安保闘争では岸内閣を総辞職に追い込んだものの、党中央は安保闘争にかかりきりで知事選がそっちのけとなり、前後の知事選では連戦連敗、国政でも政権交代はならなかった。江田は1960年に構造改革論を提示して左派の労農派マルクス主義と対峙したが、1962年に提示した「江田ビジョン」を巡って左派との対立が精鋭化し、社会党は深刻な党内対立に陥る。

### 経済成長のひずみと革新自治体の隆盛
革新派の反転攻勢のきっかけとなったのは、1960年代半ばになって高度経済成長による負の遺産が明らかになってきたことにある。60年代で東京・名古屋・大阪圏の人口は3割上昇したが、政府によるインフラ整備は経済発展に必要な交通・通信網の整備や工業団地の造成など産業振興に関わるインフラが優先され、住宅・学校・病院などの民生インフラは後回しにされがちであった。また、1961年に公害の存在が明るみに出て、工業の発展と環境破壊との問題がクローズアップされるようになった。歴代保守政権の施策の負のひずみに対する反感が、革新自治体を産み出す輿論となっていったのである。
1963年4月の第5回統一地方選挙では、横浜市長に社会党左派の飛鳥田一雄が当選する。この時期はまだ革新への追い風は吹いておらず、市長の当選数も前回より減らしていた。飛鳥田の当選も保守分裂の間隙をついたものあり、何より飛鳥田本人は急遽立候補させられたため、本音では乗り気ではなかった。しかし、就任後の飛鳥田は、小規模な住民集会を市の主催で開いて自身も出席し、また住宅地建設企業に学校などの社会資本の併設を要求するなど、市民を巻き込んでの民生重視の市政を運営する。
革新自治体の時代が始まったのは1963年の飛鳥田の当選だと永らく言われてきたが、規模としての拡大は1967年が始まりにふさわしい。これは、63年に初当選した革新首長のうち、67年のブームの時点でその立場を貫いたのは飛鳥田のみであったため、革新首長の「1期先輩」として飛鳥田の権威付けのためにブレーンが脚色をしたのと、社会党が革新ブームに乗り遅れたのを焚き付けるために63年の飛鳥田を誇張して持ち上げたという側面がある。
1967年の第6回統一地方選挙では、東京都知事に美濃部亮吉を「明るい革新都政をつくる会」（革新都民党）候補として擁立、自民・公明がそれぞれ独自候補を立てて票が割れたため、美濃部が当選した。
美濃部はその施策として、それまでの都政で日の当たらなかった老人、障害者らに対する福祉政策、無認可保育所の設置、離島対策などを行った。美濃部は特に主婦層に人気が高く、1971年の第7回統一地方選挙では美濃部が圧勝する。さらに、大阪府知事に黒田了一が就任する。この統一地方選では7知事が革新系となり、4500万人が革新首長の下で生活しているといわれた。

### 国政政党に揺れる革新首長
国政では1969年の第32回衆議院議員総選挙で社会党が大敗し、左右両派の路線闘争が始まる。江田は中道の公明党、民社党と連携する社公民路線を主張するが委員長選挙で社会主義協会派の成田知巳に敗れる。1971年の第9回参議院議員通常選挙では社公民路線の名残から社会党が公民両党から選挙協力を受けて議席を伸ばすが、社会党から両党に対しての配慮は示されなかった。翌年の第33回衆議院議員総選挙は社共両党が躍進し、公民両党は低迷した。

#### 社共対立と都政問題の表面化
1973年には田中内閣の積極財政に起因するハイパーインフレ（狂乱物価）が発生する。経済学者の美濃部の下には都民から物価高に対する陳情が殺到したが、都の立場ではインフレに対して対処の仕様がなく、食糧の産地買い付けという対症療法に留まった。国民の間では左派政党に対する期待が高まり、1974年の第10回参議院議員通常選挙では共産党が躍進、社会党では「左派の全野党共闘論」が方針となる。
しかし、共産党の躍進は社会党の疑念を生み、特に共産党が強い地域では両党の対立を生んだ。1974年の京都府知事選では、蜷川の共産党偏重に対する反発から大橋和孝参議院議員が出馬、自民党も候補を立てずに一騎打ちとなり、僅差で蜷川が勝利した。
一方、美濃部は都の財政問題に苦しんでおり、1974年の法人税引き上げに次いで、東京都議会において「財政戦争」を宣言、地方財政制度の改革を政府に対して要求した。しかしこれは自治省による猛反発（後述）を招き、更に財政問題は都民にとっては馴染みのないテーマであったために輿論の支持が広がらず、已む無く職員のベアを翌年度予算の人件費から捻出することで対応するに追い込まれる。
1975年の都知事選では、共産党が同和政策を解同よりであると非難、不支持を通知し、美濃部も一旦は出馬辞退を宣言する。しかし自民党がタカ派の石原慎太郎を擁立すると支持者の間からの要望に応えて翻意、民社党が独自候補を立てたのに助けられて三選したものの、得票数は前回から落とした。また、この年の統一地方選挙では革新系の知事の多くが落選し、革新自治体は退潮となった。美濃部は首都圏革新自治体連合を結成したが、上手く機能しなかった。各首長はそれぞれ個別の政治的難題を抱えており、単一の組織の中で連携を図ることが困難であったためである。
1976年11月という美濃部都政の末期には石油危機の影響を受けた税収減で都財政は赤字手前となっていた。美濃部都政は、職員17万6000人から22万人へ増加させ、東京都予算の42.5%を人件費にした。これも東京都の赤字団体への転落危機の原因となっていた。美濃部都政は財政赤字を減らすため、都内下水道料金280％値上げ、都内水道料金160％値上げ、都バス・都電・分娩費用・火葬費用などの各種値上げを行った。美濃部都政期間に都の借金は9739億円増加した。

#### T.O.K.Y.O作戦
1974年の田中内閣当時、革新自治体を嫌悪していた自治省が企画し、5年ほどかけて大規模な革新自治体を潰していく作戦。T.O.K.Y.Oとは、T＝東京都（美濃部亮吉知事）、O＝大阪府（黒田了一知事）、K＝京都府（蜷川虎三知事）、Y＝横浜市（飛鳥田一雄市長）、O＝沖縄県（屋良朝苗知事）の5革新自治体であり、最終目標はその頂点に位置する東京都知事のポストを保守陣営が奪還することにあった。革新自治体における財政問題や人件費問題などを俎上に挙げた。
この時期、オイルショックとスタグフレーションにより国も地方も財政が逼迫していたが、多くのマスコミは財政問題について革新自治体に比重を置いて批判的な記事を書いていった。とくに産経新聞は記事の行間に「行革に反対する議員を落選させよう」などのスローガンを挿入するなど、露骨な革新自治体批判を展開していたが、批判の嚆矢は1975年1月22日の朝日新聞の社説「行き詰まった東京都の財政」で、都が放漫財政を行って人件費を乱費した上、福祉予算を膨張させたために都財政が逼迫したと批判したことにあるといわれる。
結果的にこのアンチ革新自治体のキャンペーンは国民に浸透しはじめ、まず嚆矢となった1978年4月の京都府知事選挙では、前回の選挙での翳りが見えた蜷川は任期限りで知事を引退して、革新府政継続を狙ったが、農林官僚出身で自民党の参議院議員であった林田悠紀夫が当選し、まず京都府政を保守陣営が奪還した。同年4月の横浜市長選挙でも、飛鳥田が日本社会党の中央執行委員長に就任した事で党内から市長退任論が惹起されたことで、飛鳥田は市長退任し後に衆議院議員に転じる事となった。後任市長には自治事務次官出身の細郷道一が当選し、飛鳥田市政の進めた横浜みなとみらい21などの「横浜市六大事業」を継続する事で実績を積み上げた。1978年に2人の革新首長が転換した事で自治省が企んだ「T.O.K.Y.O作戦」は、着実に効果を上げ始めていた。
翌1979年の大阪府知事選挙では、現職の黒田と副知事であった岸昌との事実上の一騎打ちとなり、岸が黒田を約12万票差で押さえて、革新市政からの奪還に成功する。そして美濃部都政が続いていた東京都も、高齢と都財政問題で批判が噴出していた美濃部は任期限りで退任を発表した。1979年東京都知事選挙では美濃部の後継として元総評議長の太田薫を社会党・共産党・革新自由連合が主導で擁立した一方で、自民党を中心に都政奪還を目指す候補として元内閣官房副長官の鈴木俊一を擁立。鈴木には公明・民社の中道両派などが支援する構図となった。結果は鈴木が36万票差と太田を引き離して初当選し、最大の目標とされた東京都知事の保守陣営の奪還を果たした。これにより、1978年まで革新首長だった本土の京都府知事、横浜市長、大阪府知事、東京都知事を全て保守陣営が占めたことによって結実した。

### 社会党の低迷
1976年の第34回衆議院議員総選挙では中道の公明・民社両党が議席を伸ばし、社会党は伸び悩む。しかも江田ら社公民路線の右派の主要メンバーが軒並み落選し、協会派が党のポストを独占する。江田は社会党に見切りをつけて離党、社会市民連合を結成するが直後に急死する。公明・民社両党は少数与党となっていた自民党に接近し、自公民路線が模索される。1977年の第11回参議院議員通常選挙では社会・共産両党が議席を減らし、更にこの直後の釧路市長選挙では、党内で評価の高かった山口哲夫が自公民系の新人鰐淵俊之に敗れた。
社会党では敗北の責任をとって、協会派の執行部は総退陣した。代わって委員長となった飛鳥田は横浜市長を辞任し、後任の市長には、飛鳥田の判断で公明・民社・新自由クラブが推す細郷道一に相乗りした。1978年の京都府知事選で、蜷川は不出馬。社公民三党は山田芳治を推すが、社会・民社両党は労組がまとまらず、自民党の林田悠紀夫に大敗を喫す。

### 革新自治体時代の終焉
美濃部都政は、1977年の都議選で与党の社共公三党が敗北、自民党が復調し、新自由クラブがキャスティング・ボートを握る。美濃部は地方債の起債権が自治省に握られていることについて違憲訴訟を起こすことの同意を求めたが、新自由クラブが自治省からの働きかけを受けて反対、否決された。美濃部は自治省と労組の板挟みとなり、首相官邸に全面降伏せざるを得なかった。1979年に、美濃部都政は終わった。1979年の都知事選にて、社共両党は元総評議長の太田薫を擁立したが、自公民三党の鈴木俊一に敗れる。大阪府知事選では社共両党の不和から社会党は公明党が擁立した岸昌に自民・民社とともに相乗りして革新分裂となり、黒田が敗れてここでも革新府政が終わった。一般的にはこの1979年の統一地方選をもって、革新自治体の時代は終わったとされている。
1950年から7期28年間の京都府知事知事を務め、「革新の灯台」と呼ばれた蜷川虎三も、1978年の府知事選挙への不出馬と政界引退を表明した。同年4月9日京都府知事選挙における自民党候補の当選は、「全国的な革新自治体の終わりの始まり」、「日本の政治の転換点」となった。候補を擁立した野中広務は「府政を軌道に乗せるため」として、副知事に就任した。

### 相乗り・オール与党の時代
革新自治体終結といわれる1979年から社会党は衰退が激しくなり、1980年、社公連合政権構想を締結、共産党との断絶が決定的となる。地方の首長選で社会党単独の候補が当選する見込みはなく、かといって共産党と共同推薦を行うことはもはや不可能であったため、多くの自治体では保守・中道系の候補に相乗りするか、自主投票をするという選択をとった。首長与党になって利益に与れることから前者の選択が多く、1983年の第10回統一地方選挙では市長選の6割が相乗り候補の当選となった。以降の地方首長選挙では、東京都知事選など一部の大都市選挙を除き、共産党を除く保革相乗りの候補の当選が常態化するようになる。

## 革新自治体の政策

### 高齢者医療無料化
日本全国の革新自治体は、「支持を集めるための格好の材料」として、高齢者医療費の無償化を推進した。
日本政府や自民党は、高齢者医療費無償化の動きを「枯れ木に水をやるようなものだ」と批判していたが、1971年の総理府が実施した「老人問題に関する世論調査でも、老人医療費無料化が44％で1位の世論となっていた。日本政府（自民党）もこの状況に危機感を抱き、国民の声に押されたことで、田中角栄内閣は改正老人福祉法を1972年6月の国会で成立させ、高齢者医療費無償化を全国化させた（翌1973年1月施行）。大蔵省や厚生省などは反対していたが、革新自治体に対抗しようとする自民党からの圧力に屈したとされる。

## 主な現職首長
基本的に日本共産党など革新系諸政党間の選挙協力による当選首長を指すが、日本共産党が与党でない自治体は革新自治体に含まれないという分類もある。共産党の支持や支援などが無く、連合(日本労働組合総連合会)によるものだけでも、保革対決とされたものも記載する。

### 令和期就任

#### 知事
- 大野元裕 - 埼玉県知事（2019 - ）元・国民民主党参議院議員。立憲民主党埼玉県連・国民民主党埼玉県連・社会民主党埼玉県連合が支持し、日本共産党埼玉県委員会は自主支援した。
- 鈴木康友 - 静岡県知事（2024 - ）元・民主党衆議院議員、浜松市長。前任者川勝平太の辞職により実施された知事選（2024年静岡県知事選挙）に立憲民主党・国民民主党・連合静岡の推薦を受けて出馬。自民党推薦候補、共産党公認候補らを破り初当選。

#### 市長
- 畠山渉 - 北海道赤平市長[30]（2019 - ）市職員労働組合、連合北海道赤平地区連合会の支援
- 内田幹夫 - 新潟県魚沼市長（2020 - ）日本共産党の支援。日本共産党が市政与党[32]。
- 當銘真栄 - 沖縄県糸満市長（2020 - ）日本共産党の支援。日本共産党が市政与党[32]。
- 山中竹春 - 神奈川県横浜市長（2021 - ） 立憲民主党が擁立、社民党と日本共産党が支援。元・横浜市立大学教授
- 座喜味一幸[33] - 沖縄県宮古島市長（2021 - ）立憲民主党・日本共産党・社会民主党・沖縄社会大衆党の推薦。日本共産党が市政与党[32]。
- 髙橋透 - 宮崎県日南市長（2021 - ）元社会民主党の県議会議員。連合宮崎の推薦
- 小林洋子 - 東京都小平市長（2021 - ）元・立憲民主党小平市議。立憲民主党・国民民主党・生活者ネットワークの推薦。日本共産党の支持。日本共産党が市政与党[32]。
- 山崎晴恵 - 兵庫県宝塚市長（2021　- ）立憲民主党、社民党の支援。日本共産党の支持。日本共産党が市政与党[32]。
- 稲田亮 - 新潟県見附市長（2021 - ） 日本共産党の支持。日本共産党が市政与党[32]。
- 太田和美 - 千葉県柏市長（2021 - ） 元・民主党衆議院議員。立憲民主党・日本共産党・れいわ新選組が支援。日本共産党が市政与党[32]。
- 山本景 - 大阪府交野市長（2022 - ） 日本共産党の支援。日本共産党が市政与党[32]。
- 酒井大史 - 東京都立川市長（2023 - ）　元職・立憲民主党の都議会議員。日本共産党の支援。日本共産党が市政与党[32]。
- 村上卓哉 - 福岡県田川市長（2023 - ）日本共産党の支持。日本共産党が市政与党[32]。

#### 特別区長
- 岸本聡子 - 東京都杉並区長（2022 - ）立憲民主党、日本共産党、れいわ新選組、社民党、杉並・生活者ネットワーク、緑の党グリーンズジャパン、新社会党などが支援。日本共産党が区政与党[32]。

#### 町長
- 蛭田泰昭 - 福島県矢吹町長（2020 - ）日本共産党の支援。日本共産党が町政与党[32]。
- 中淳志 - 京都府笠置町長（2020 - ）日本共産党の支援と推薦[34][32]。日本共産党が町政与党[32]。
- 引地真 - 福島県国見町長（2020 - ）日本共産党の支援。日本共産党が町政与党[32]。
- 石畑博 - 鹿児島県南大隅町長（2021 - ）自民党の元衆議院議員秘書を破り、当選。
- 田村みさ子 - 東京都日の出町長（2021 - ）日本共産党の支援。日本共産党が市政与党[32]。
- 岡本伸司 - 兵庫県猪名川町長（2021 - ）自公候補を下し当選[35]。
- 藤原一二 - 福島県川俣町長（2021 - ）日本共産党の支持。日本共産党が町政与党[32]。
- 渡久地政志 - 沖縄県北谷町長（2021 - ）日本共産党の推薦。日本共産党が町政与党[32]。
- 平山富子 - 千葉県多古町長（2022 - ）日本共産党の自主支援。
- 橋元伸一 - 宮城県山元町長（2022 - ）日本共産党の支持。日本共産党が町政与党[32]。
- 是枝綾子 - 大阪府忠岡町長（2025 - ）日本共産党員の町長。

#### 村長
- 當山全伸 - 沖縄県東村長（2019 - ）名護市辺野古の米軍新基地建設反対を支持し、日本共産党の支援[36]。日本共産党が村政与党[32]。
- 晴山裕康 - 岩手県九戸村長（2020 - ）日本共産党の支持。日本共産党が村政与党[32]。
- 友寄景善 - 沖縄県大宜味村長（2022 - ）日本共産党の支援。日本共産党が村政与党[32][1]。

### 平成期就任

#### 知事
- 達増拓也 - 岩手県知事（2007 - ）元・民主党衆議院議員。国民民主党・立憲民主党・日本共産党・社会民主党推薦。2023年12月1日時点で日本共産党が県政与党[32]。
- 吉村美栄子 - 山形県知事（2009 - ）民主党、共産党、社民党などの支援で当選。2021年山形県知事選挙では立憲民主党、日本共産党、国民民主党の各県組織による自主支援[37]。
- 玉城デニー - 沖縄県知事（2018 - ）元・自由党衆議院議員。オール沖縄（立憲民主党・日本共産党・れいわ新選組・社会民主党・沖縄社会大衆党・にぬふぁぶし）の推薦候補。日本共産党が県政与党[32]。

#### 市長
- 賴髙英雄 - 埼玉県蕨市長（2007 - ）日本共産党の党籍を持つ。共産党が市政与党[32]
- 武広勇平 - 佐賀県上峰町長（2009 - ）民主党参院議員秘書。結党後の立憲民主党からの支援[38][39]。
- 阿部裕行 - 東京都多摩市長（2010 - ）。民主・共産・社民・ネットの推薦で当選。多摩市が町村時代含む初の革新系首長。日本共産党が市政与党[32]。
- 五位塚剛 - 鹿児島県曽於市長（2013 - ）市政初の日本共産党の党籍を持つ市長。2017年に党籍離脱したものの、日本共産党の支援を受け続けている。2023年時点でも日本共産党が市政与党[32]
- 越川信一 - 千葉県銚子市長（2013 - ）日本共産党の支援。日本共産党が市政与党[32]。
- 遠藤譲一 - 岩手県久慈市長（2014 - ）2期目を目指した、2018年3月18日執行の久慈市長選挙から日本共産党の支援を受けて当選し、革新系に転じた。日本共産党が市政与党[32]。
- 秋元克広 - 北海道札幌市長（2015 - ）前・札幌市副市長。上田文雄からの後継指名を受け、民主党、新党大地、社民党などの推薦・支持を受けて初当選。2期目からは自民党・公明党の地方組織からの支援も受け、事実上日本共産党を除く与野党相乗りとなる
- 五十嵐立青 - 茨城県つくば市長（2016 - ）日本共産党を含む市議会野党による支援[40]。
- 磯田達伸 - 新潟県長岡市長（2016 - ）日本共産党の支援。日本共産党が市政与党[32]。
- 郡和子 - 宮城県仙台市長（2017 - ）元・民進党衆議院議員。野党統一候補として、民進党と社民党の支持、日本共産党と自由党の支援を受けた。日本共産党が市政与党[32]。
- 高木晴雄 - 山梨県山梨市長（2017 - ）民進党・社民党の推薦。
- 皆川治 - 山形県鶴岡市長（2017 - ）2017年日本共産党、民進党などが支援[41]。2021年日本共産党が自主的支援[42]。
- 三保恵一[33] - 福島県二本松市長（2003 - 2013、2017- ）元自民党県議で県会議長も歴任。2017年から日本共産党の支援。日本共産党が市政与党[32]。
- 楠田大蔵 - 福岡県太宰府市長（2018 - ）元・民主党衆議院議員。自公推薦候補を下し、当選[43]。
- 小西理[33] - 滋賀県近江八幡市長（2018 - ） 元・自民党衆議院議員。2005年に郵政民営化法案採決時に反対票を投じ、離党。同年の郵政解散で落選。2018年、日本共産党を含む「住みよい近江八幡市をつくる会」の支援を受け、当選。

#### 特別区長
- 保坂展人 - 東京都世田谷区長（2011 - ）元・社会民主党衆議院議員。立憲、共産、社民、生活者ネットの支援。日本共産党が区政与党[32]。
- 酒井直人 - 東京都中野区長（2018 - ）立憲民主党が擁立と推薦、国民民主党の推薦、共産党・自由党・社民党の支援。日本共産党が区政与党[32]。

#### 町長
- 三軒一高 - 和歌山県太地町長（2004 - ）日本共産党の支持。日本共産党が町政与党[32]。
- 今中富夫 - 奈良県上牧町長（2009 - ）日本共産党の支持。日本共産党が町政与党[32]。
- 白鳥政徳 - 長野県箕輪町長（2014 - ）日本共産党の支持。日本共産党が町政与党[32]。
- 池田牧子 - 高知県いの町長（2016 - ）日本共産党の推薦。日本共産党が町政与党[32]。
- 山田紘平 - 大阪府島本町長（2017 - ）日本共産党島本町委員会は、野党会派連携・支援活動全力し、当選させた[44]。
- 宮崎善雄 - 埼玉県吉見町長（2017 - ）自公推薦候補を下し、当選[45]。
- 神田謙一 - 岩手県住田町長（2017 - ）日本共産党の支援。日本共産党が町政与党[32]。
- 久留米啓史 - 和歌山県日高川町長（2017 - ）日本共産党の支持。日本共産党が町政与党[32]。
- 原久二男 - 長野県木曽町長（2017 - ）日本共産党の支持。日本共産党が町政与党[32]。
- 山田周伸 - 宮城県亘理町長（2018 - ）日本共産党の支援。日本共産党が町政与党[32]。
- 前川光[33] - 京都府大山崎町長（2018 - ）日本共産党の支持。日本共産党が町政与党[32]。
- 野上武典 - 徳島県勝浦町長（2018 - ）日本共産党の支持。日本共産党が町政与党[32]。
- 照屋勉 - 沖縄県与那原町（2018 - ）日本共産党の支援。日本共産党が町政与党[32]。

#### 村長
- 石嶺傳實 - 沖縄県読谷村長（2010 - ）日本共産党の支援。日本共産党が村政与党[32]、
- 宮下健彦 - 長野県中川村長（2017 - ）日本共産党員の村長。日本共産党の推薦。日本共産党が村政与党[32]。
- 押山利一 - 福島県大玉村（2017 - ）日本共産党の支援。日本共産党が村政与党[32]。

## 主な元職首長
基本的に日本共産党など革新系諸政党間の選挙協力による当選首長を指すが、日本共産党が与党でない自治体は革新自治体に含まれないという分類もある。共産党の支持や支援などが無くとも保革対決と報道され、当選したものも記載する。

### 平成期就任

#### 知事
- 大田昌秀 - 沖縄県知事（1990 - 1998）知事退任後、社民党参議院議員1期
- 堀達也 - 北海道知事（1995 - 2003）横路孝弘の下で副知事などを務めた後、1995年の知事選に新進党・日本社会党・公明・民社協会推薦で出馬し初当選。2期目は自民党も支持に回り、事実上日本共産党を除く与野党相乗りとなる
- 大田正 - 徳島県知事（2002 - 2003）
- 川勝平太 - 静岡県知事（2009 - 2024）2017年知事選では元静岡県教育委員長、柔道家溝口紀子との一騎打ちを制し3選、2021年知事選では立憲民主党と国民民主党の両県連とふじのくに県民クラブらによる支援、連合静岡の推薦、日本共産党の自主支援を受けて4選。しかし2024年4月1日に県庁で行った新規採用職員らに対する訓示の内容が問題化し、同月10日に県議会議長へ辞職願を提出。5月9日をもって辞職した[46]。
- 翁長雄志[33] - 沖縄県知事（2014 - 2018） 元・那覇市長。元・自民党沖縄県議で那覇市長時代も自民党籍だった。那覇市長時代に米軍那覇軍港を浦添市に移転させている
- 米山隆一[33] - 新潟県知事（2016 - 2018） 現・衆議院議員。自民党、日本維新の会、民進党の党籍歴がある。新潟県知事の在任期間は歴代最短の約1年半。知事退任後2021年10月の第49回衆議院議員総選挙に出馬、自民党現職の泉田裕彦（新潟県知事として米山の前任者）らを破り当選。

#### 市長
- 石倉孝昭 - 島根県松江市長（1989 - 1993）
- 稲葉三千男 - 東京都東久留米市長（1990 - 2001）
- 五十里武 - 茨城県鹿島町長（1990 - 1995）→鹿嶋市長（1995 - 1999）
- 敦賀一夫 - 北海道稚内市長（1991 - 1999）元稚内市議（社会党）。多選批判を掲げ、同じ社会党系で9選を目指した現職の浜森辰雄を破り初当選
- 大濱長照 - 沖縄県石垣市長（1994 - 2010）
- 伊志嶺亮- 沖縄県平良市長・宮古島市長（1994 - 2008）
- 酒井哲夫 - 福井県福井市長（1994 - 2006）社会党県本部委員長から市長に
- 増田昌三 - 香川県高松市長（1995 - 2007）脇信男の後継者として自共相乗りで立候補（社会党・新党さきがけは新進党と共に対立候補を擁立）し当選したが、のち日本共産党は市政野党に転ずる
- 矢野裕 - 東京都狛江市長（1996 - 2012）津田一朗落選以後7年振りに当選した日本共産党員市長
- 山崎真秀 - 東京都国分寺市長（1997 - 2001）
- 長尾淳三 - 大阪府東大阪市長（1998 - 2002、2006 - 2007）日本共産党員市長
- 秋葉忠利 - 広島県広島市長（1999 - 2011）元・社会民主党衆議院議員
- 上原公子 - 東京都国立市長（1999 - 2007）
- 佐護彰 - 愛知県日進市長（1999 - 2007）
- 中川鮮 - 岐阜県中津川市長（2000 - 2004）旧・長野県山口村との越県合併騒動の最中に市長を務めた
- 飯塚昭吉 - 栃木県佐野市長（2001 - 2005）
- 中島隆利 - 熊本県八代市長（2002 - 2005）市長退任後、社民党衆議院議員1期
- 伊波洋一 - 沖縄県宜野湾市長（2003 - 2010）市長退任後、参議院議員（現職）
- 浜田博 - 大分県別府市長（2003 - 2015）
- 中里長門 - 岩手県陸前高田市長（2003 - 2011）日本共産党員市長。初当選時は自民党市議の一部からも支持されていた。
- 塚本光男 - 茨城県取手市長（2003 - 2007）自治労の組織内候補だったが自民党に近かった
- 上田文雄 - 北海道札幌市長（2003 - 2015）弁護士（旭川学テ事件の弁護などに携わる）。1983年北海道知事選挙では当選した横路孝弘の勝手連に参加。2003年、7人が立候補した末に再選挙となった市長選を制し初当選。後継に副市長の秋元克広を指名
- 藤沢純一 - 大阪府箕面市長（2004 - 2008）
- 菅谷昭 - 長野県松本市長（2004 - 2020）
- 邑上守正 - 東京都武蔵野市長（2005 - 2017）
- 小林正則 - 東京都小平市長（2005 - 2021）
- 鈴木俊夫 - 秋田県湯沢市長（2005 - 2009、2017- 2021）初当選時は日本共産党員・その後離党して再度市長
- 穂積亮次 - 愛知県新城市長（2005 - 2021） 元マルクス主義青年同盟リーダーとして岡山大学北津寮襲撃事件を実行
- 東門美津子 - 沖縄県沖縄市長（2006 - 2014）元・社民党衆議院議員
- 西川将人 - 北海道旭川市長（2006 - 2021）保守分裂のあおりで新人5人が立候補した乱戦を制し初当選、28年ぶりの非自民系市長となる。2021年に市長を辞職し同年の第49回衆議院議員総選挙に北海道6区から出馬したが、かつて旭川市長選でも争った元北海道議会議員・東国幹に敗れる
- 関口博 - 東京都国立市長（2007 - 2011）任期後半では日本共産党が市政野党に転じた事で、公式HPの「日本共産党が与党の自治体」から名前が消えていた。
- 北橋健治 - 福岡県北九州市長（2007 - 2023）元・民主党衆議院議員。但し自民・公明の支援を得て当選している。
- 鈴木康友 - 静岡県浜松市長（2007 - 2023）元・民主党衆議院議員
- 鹿内博 - 青森県青森市長 （2009 - 2016）
- 中川智子 - 兵庫県宝塚市長（2009 - 2021）元・社民党衆議院議員
- 戸田公明 - 岩手県大船渡市長（2010 - 2022）2018年の市長選挙で革新系に転ずる
- 馬場一彦 - 東京都東久留米市長（2010 - 2014）
- 稲嶺進 - 沖縄県名護市長（2010 - 2018）
- 安里猛 - 沖縄県宜野湾市長（2010 - 2011）
- 藤原龍男 - 大阪府貝塚市長（2010 - 2022） 2010年の市長選挙では副市長同士の争いだった。
- 戸羽太 - 岩手県陸前高田市長（2011 - 2023）
- 泉房穂 - 兵庫県明石市長（2011 - 2019、2019 - 2023） 元・民主党衆議院議員
- 高杉徹 - 茨城県常総市長（2012 - 2016）
- 梶正治 - 香川県丸亀市長（2013 - 2021）
- 西田弘志 - 熊本県水俣市長（2014 - 2018）
- 城間幹子 - 沖縄県那覇市長（2014 - 2022）退任直前に革新共闘の枠組みから離脱
- 松下玲子 - 東京都武蔵野市長（2017 - 2023）元・民進党都議。日本共産党、立憲民主党、社民党、れいわ新選組、武蔵野・生活者ネットワーク、緑の党支持[47]。
- 瑞慶覧長敏 - 沖縄県南城市長（2018 - 2022） 元・民主党衆議院議員
- 村越祐民 - 千葉県市川市長（2018 - 2022）元・民主党衆議院議員
- 菅根光雄 - 山形県尾花沢市長（2018 - 2022）
- 山川仁 - 沖縄県豊見城市長（2018 - 2022）
- 主濱了 - 岩手県滝沢市長（2018 - 2022）元・民進党参議院議員
- 村木英幸 - 東京都あきる野市長（2019 - 2022）

#### 特別区長
- 吉田万三 - 東京都足立区長（1996 - 1999）

#### 町長
- 関口荘六 - 新潟県三和村長（1994 - 1998）日本共産党員村長
- 嶋田正義 - 兵庫県福崎町長（1995 - 2015）日本共産党員町長
- 大長芳雄 - 愛知県清洲町長（1997 - 2001）日本共産党員町長
- 田中勝巳 - 長野県木曽町長（1998 - 2013）日本共産党員町長、なお木曽福島町時代から町長である。
- 東野敏弘 - 兵庫県黒田庄町長（1998 - 2005）
- 片山均 - 岡山県金光町長（2003 - 2006）日本共産党員町長
- 佐藤力 - 福島県国見町長（2004 - 2012）日本共産党員町長
- 石井俊雄 - 千葉県長生村長（2004 - 2012）全国で唯一の新社会党籍を持った首長
- 真鍋宗平 - 京都府大山崎町長（2006 - 2010）日本共産党員町長、本職はイラストレーター。
- 長崎良夫 - 北海道洞爺湖町長（2006 - 2010）元・虻田町長(1998 - 2006)。虻田町長在任中から革新系であった。しかし虻田町長・洞爺湖町長任期中、日本共産党公式HPの「日本共産党が与党の自治体」に掲載されたりされなかったりした。
- 太田貴美 - 京都府与謝野町長（2006 - 2014）元・野田川町長(1994 - 2006)。「貴美」の訓みは“あつみ”である。野田川町長時代から日本共産党の支持を得ていたが保守系であり、京都府知事選挙では自民党などが推す候補に支持する旨のコメントを寄せていた。
- 馬場有 - 福島県浪江町長（2007 - 2018）任期中、日本共産党公式HPの「日本共産党が与党の自治体」に掲載されたりされなかったりした。
- 菊池幸彦 - 長野県南牧村長（2007 - 2015）日本共産党員村長
- 手嶋秀昭 - 福岡県川崎町長（2007 - 2011, 2015 - 2019）社会民主党福岡県議を経て町長
- 茂木祐司 - 長野県御代田町長（2007 - 2019）日本共産党員町長
- 脇四計夫 - 富山県朝日町長（2010 - 2014）日本共産党員町長
- 工藤崇 - 兵庫県上郡町長（2011 - 2013）日本共産党員町長
- 川島理史 - 東京都大島町長（2011 - 2015）日本共産党員町長
- 岩見武三 - 兵庫県市川町長（2015 -2023年 ）日本共産党員町長。兵庫県内の首長では最高齢で、唯一共産党籍を持っている[48]。後の町長は日本共産党の支援を受けた候補ではない[32]。

#### 村長
- 曽我逸郎 - 長野県中川村長（2005 - 2017）村長在任中に無防備都市宣言を発議

### 昭和期就任
昭和期（主に1970年代から90年代）の主な革新系首長。

#### 知事
- 田中敏文 - 北海道知事（1947 - 1959）
- 横路孝弘 - 北海道知事（1983 - 1995）父・横路節雄の急逝を受けて衆議院議員を通算5期務めた後1983年の知事選に立候補し初当選、田中敏文以来24年ぶりの革新道政奪還を実現。知事退任後に衆議院議員復帰（通算12期）、衆議院議長にも就任
- 千田正 - 岩手県知事（1963 - 1979）
- 宮城音五郎 - 宮城県知事（1952 - 1956）左右社会党に加えて改進党・県労評の支持で当選、後に保守系となり自らの後継に保守系の副知事を指名
- 小畑勇二郎 - 秋田県知事(1955 - 1979)昭和26年（1951年）の第2回秋田県知事選挙には、日本社会党推薦で立候補したとのの敗れる。落選後は昭和26年（1951年）から秋田市助役を務めた。昭和30年（1955年）4月、第3回秋田県知事選挙に立候補した。日本社会党は東北では「野党連合・保守分断」政策をとり、今回の知事選挙では保守系の民主・自由両党、県議会議員、県庁内の保守分断に成功した。そして、日本社会党・民主党連合の支持で初当選した[49]。
- 大沼康 - 宮城県知事（1956 - 1959）県農協中央会長から社会党公認で知事に当選したが1期目途中で死去
- 畑和 - 埼玉県知事（1972 - 1992）
- 美濃部亮吉 - 東京都知事（1967 - 1979） 旧・日本社会党系だった為、日本共産党は選挙では推薦したが都政運営・都議会では野党だった。知事退任後に参議院議員1期。
- 長洲一二 - 神奈川県知事（1975 - 1995）初当選時は全野党推薦で2期以降は自民党や新自由クラブも支持に回り、池子弾薬庫跡の米軍住宅建設をめぐって4期目以降は共産党が野党に
- 武村正義 - 滋賀県知事（1974 - 1986）八日市市長からの転進だが市長時代は保守系、市長退任後は自民党→新党さきがけ衆議院議員となり、大蔵大臣など歴任
- 蜷川虎三 - 京都府知事（1950 - 1978）
- 黒田了一 - 大阪府知事（1971 - 1979）初当選時は革新共闘だったが、社会党や部落解放同盟と共産党の対立から再選時には共産党単独推薦
- 長野士郎 - 岡山県知事（1972 - 1996）初当選時は全野党推薦、その後自民党が与党に加わり社会党・共産党が野党に
- 西尾愛治 - 鳥取県知事（1947 - 1954）
- 遠藤茂 - 鳥取県知事（1954 - 1958）
- 恒松安夫 - 島根県知事（1951 - 1959）
- 恒松制治 - 島根県知事（1975 - 1987）革新系が中心になって擁立したものの保守系の支持も得た
- 前川忠夫 - 香川県知事（1974 - 1986）
- 阿部五郎 - 徳島県知事（1947 - 1951）
- 杉本勝次 - 福岡県知事（1947 - 1955）社会党代議士から知事、知事退任後に保守系と一部革新系の支持で久留米市長となり北九州市長選にも保守系で立候補
- 鵜崎多一 - 福岡県知事（1959 - 1967）
- 奥田八二 - 福岡県知事（1983 - 1995）
- 木下郁 - 大分県知事（1955 - 1971）右派社会党代議士から保守系の細田徳寿を破って知事に転進、再選と4選目には自民党など保守系の支持も得た
- 屋良朝苗 - 琉球政府行政主席・沖縄県知事（1968 - 1976）
- 平良幸市 - 沖縄県知事（1976 - 1978）

#### 市区町村長
- 北海道
  - 五十嵐広三 - 北海道旭川市長（1963 - 1975） 初当選時全国最年少首長（当時37歳）だった。アイデアマンで在任中に旭山動物園の開園や恒久的な歩行者天国（平和通買物公園）の設置を実現させた。のち日本社会党衆議院議員を通算5期、建設大臣、内閣官房長官などを歴任。旭川市名誉市民。
  - 松本勇 - 北海道旭川市長（1975 - 1978）北海道知事選挙に出馬するため市長を辞職した五十嵐広三の後継として1期市長を務めた
  - 桜庭康喜 - 北海道名寄市長（1986 - 1996）名寄市議（社会党）を連続4期務めた後、革新系無所属として市長選に出馬し初当選。陸上自衛隊名寄駐屯地の地元であることから革新系出身ながら自衛隊容認の姿勢をとった。市長退任後、衆議院議員総選挙に2度、北海道議会議員選挙に1度出馬するがいずれも落選
  - 山本武雄 - 北海道釧路市長（1957 - 1965）
  - 山口哲夫 - 北海道釧路市長（1965 - 1977） 1977年、所謂「二百海里問題」で親ソ派とみなされ攻撃された。1986年に日本社会党参議院議員となり2期務めたが、2期目に党の政策に反発して離党し新社会党結成に参加し書記長に就任したが、1988年の参議院選挙で落選し党顧問
  - 吉田政雄 - 北海道亀田町長（1971）→亀田市（現・函館市）長（1971 - 1973）合併後の1975年函館市長選にも革新系の支持で立候補するが落選
  - 吉村博 - 北海道帯広市長（1955 - 1974）
  - 大泉源郞 - 北海道苫小牧市長（1963 - 1983）革新系の支持で市長になったものの苫小牧東部開発推進だったことから後に革新と絶縁
  - 長谷川正治 - 北海道室蘭市長（1971 - 1979）全国革新懇話会世話人を務めた。書家でもあり、号は遅牛。
  - 宇佐美福生 - 北海道北見市長（1967 - 1975）初代北見市長・伊谷半次郎の甥
  - 浜森辰雄 - 北海道稚内市長（1959 - 1991）社会党公認で初当選、その後保守系からも支持を得て8選するが、元社会党市議でありながら多選を批判して立候補した敦賀一夫に敗れる
  - 橘内末吉 - 北海道夕張市長（1959 - 1971）社会党籍だったが保守系の支持も得た
  - 吉田久 - 北海道夕張市長（1971 - 1979）
  - 中田鉄治 - 北海道夕張市長（1979 - 2003）炭坑閉山後のリゾート開発などに力を入れたが、後に顕在化した財政難の原因も作った
  - 三上貫一 - 北海道赤平町長（1947 - 1954）→赤平市長（1954 - 1955）
  - 遠藤勝太郎 - 北海道赤平市長（1955 - 1975）
  - 親松貞義 - 北海道赤平市長（1987 - 2003）
  - 菅秀基 - 北海道美唄市長（1956 - 1964）
  - 側見清一 - 北海道芦別市長（1955 - 1971）
  - 横山勉 - 北海道伊達市長（1975 - 1983）
  - 安井吉典 - 北海道東神楽村長（1947 - 1958）初当選時全道最年少村長だった。1956年の大凶作では村内に「困ったこと相談所」を10ヶ所設置し、農家金融対策や冷害克服生活改善運動を展開。1958年から日本社会党衆議院議員（連続11期当選）。日本社会党副委員長、衆議院副議長などを歴任。東神楽町名誉町民。
  - 丸谷金保 - 北海道池田町長（1957 - 1977）初当選時北海道唯一の日本社会党籍を持つ首長だった。離任後日本社会党参議院議員を2期務めた。町長在任中に十勝ワインを開発した事から「一村一品運動」の元祖とも言われている。
  - 島本虎三 - 北海道仁木町長（1979 - 1987）1960年から日本社会党衆議院議員（通算5期）、公害と労働問題では第一人者と言われ「公害の島虎」とも呼ばれた。国会議員引退後、出身地小樽市の近郊・仁木町の保守系町民らの支援を受けて初当選。当時の知事横路孝弘や堤清二らの助けを借りて町おこしに尽力。
  - 北良治 - 北海道奈井江町長（1986 - 2018）父親の北勝太郎は奈井江町がまだ村であった頃の初代村長(官選)、兄の北修二は自民党参議院議員。
- 東北
  - 奈良岡末造 - 青森県青森市長（1967 - 1979）保守系だが社会党推薦で市長に当選、その後社会党推薦で参院選に立候補
  - 川口大助 - 秋田県秋田市長（1959 - 1971）市長退任後、社会党衆議院議員3期
  - 千田謙蔵 - 秋田県横手市長（1971 - 1991）
  - 佐藤敬治 - 秋田県大館市長（1951 - 1967）市長退任後、社会党衆議院議員6期
  - 畠山健治郎 - 秋田県大館市長（1979 - 1991）市長退任後、社民党衆議院議員2期
  - 山本弥之助 - 岩手県盛岡市長（1954 - 1965）市長退任後、社会党衆議院議員3期
  - 鈴木東民 - 岩手県釜石市長（1955 - 1967） 元読売新聞労組執行委員長、市長落選後に釜石市議1期
  - 佐藤哲郎 - 岩手県水沢市（現・奥州市）長（1956 - 1968）
  - 佐藤菊蔵 - 岩手県江刺市（同上）長（1967 - 1971）
  - 菊地喜久男- 岩手県江刺市（同上）長（1979 - 1983）
  - 島野武 - 宮城県仙台市長（1958 - 1984）
  - 千葉堅弥 - 宮城県石巻市長（1958 - 1972）
  - 大友安治 - 宮城県名取市長（1976 - 1980）
  - 金澤忠雄 - 山形県山形市長（1966 - 1994）
  - 小山孫次郎 - 山形県酒田市長（1959 - 1971）
  - 長俊英 - 山形県米沢市長（1975 - 1983）
  - 奥山英悦 - 山形県尾花沢市長（1958 - 1974）
  - 星川保松 - 山形県尾花沢市長（1978 - 1986）市長退任後、参議院議員1期。民主改革連合代表も務めた
  - 河原田穣 - 福島県福島市長（1979 - 1985）
  - 秀瀬日吉 - 福島県郡山市長（1959 - 1977）社会党公認だったが新産業都市指定をめぐって社会党を離党、保守に転じる
  - 磯野清治 - 福島県常磐市（現・いわき市）長（1957 - 1966）
  - 田畑金光 - 福島県いわき市長（1974 - 1986）
  - 唐橋東 - 福島県喜多方市長（1970 - 1986） 俳優唐橋充の祖父
  - 栗村和夫 - 宮城県小牛田町長（1966 - 1989） 1989年に任期途中で辞職し、同年7月に執行された参議院議員選挙において宮城選挙区から社会党公認で当選するも任期途中の1992年に死去
- 東京都
  - 田畑健介 - 東京都練馬区長（1973 - 1987）
  - 青山良道 - 東京都中野区長（1979 - 1986） 在任中に教育委員会準公選制を実施した。但しこの制度は前任者の大内正二が制定したもの
  - 神山好市 - 東京都中野区長（1986 - 2002）
  - 大場啓二 - 東京都世田谷区長（1975 - 2003）[50]
  - 後藤喜八郎 - 東京都武蔵野市長（1963 - 1979）
  - 鈴木平三郎 - 東京都三鷹市長（1955 - 1975）社会党公認だったが3期目で革新系と対立、以後は保守・中道系
  - 坂本貞雄 - 東京都三鷹市長（1975 - 1991）
  - 本多嘉一郎 - 東京都調布市長（1962 - 1978） 元映画撮影技師。戦前には日活や大映に勤務していた事がある
  - 原田彰俊 - 東京都保谷町長（1957 -  1967）→保谷市（現・西東京市）長（1967 - 1969）医師から町長となり市制後も市長に在任したが収賄で逮捕されて辞職
  - 都丸哲也 - 東京都保谷市（同上）長（1977 - 1993）
  - 指田吾一 - 東京都田無町長（1962 - 1967）→田無市（同上）長（1967 - 1969）軍医として広島市への原爆投下に遭遇、復員して医院を開業し被爆者の治療に従事
  - 木部正雄 - 東京都田無市（同上）長（1969 - 1985）
  - 皿島忍 - 東京都昭島市長（1976 - 1984）
  - 永利友喜 - 東京都小金井市長（1971 - 1979）
  - 塩谷信雄 - 東京都国分寺市長（1969 - 1981）
  - 石塚一男 - 東京都国立市長（1967 - 1979）
  - 阿部行蔵 - 東京都立川市長（1971 - 1975） 牧師でもあった。戦前には治安維持法違反で、また戦後には引揚者問題に絡み不法監禁容疑で逮捕されている。また市長在任中に自衛隊基地移転問題に絡み人権侵害事件を起こしている。
  - 森田喜美男 - 東京都日野市長（1973 - 1997）
  - 大下勝正 - 東京都町田市長（1970 - 1990） 在任中職員の給与水準及び退職金が高額である事が問題視された。これは最大の支持基盤が町田市市職労だった事が原因である
- 関東
  - 佐川一信 - 茨城県水戸市長（1984 -1993）元々は革新共闘で立候補、2度目の挑戦では社会党系の県労連が推薦して当選
  - 萬田五郎 - 茨城県日立市長（1963 - 1975）元社会党衆院議員だが日立電鉄の役員・社長の経験もあり保守系も含めた幅広い支持を得た
  - 片寄冨七 - 茨城県磯原町長（1951 - 1956）→北茨城市長（1956 - 1964）
  - 横田新六郎 - 茨城県水海道市（現・常総市）長（1959 - 1963）
  - 坂本重道 - 茨城県出島村（現・かすみがうら市）長（1975 - 1990）
  - 金子益太郎 - 栃木県栃木市長（1963 - 1971）
  - 星野仁十郎 - 栃木県日光市長（1969 - 1981）
  - 石井繁丸 - 群馬県前橋市長（1958 - 1978）元社会党衆院議員、4期目以降は社会党が野党になり保守・中道系に
  - 戸澤久夫 - 群馬県太田市長（1975 - 1995）
  - 本田直一 - 埼玉県浦和市（現・さいたま市）長（1959 - 1967）
  - 秦明友 - 埼玉県大宮市（同上）長（1959 - 1978）
  - 白鳥三郎 - 埼玉県与野市（同上）長（1959 - 1983）
  - 斎藤一布 - 埼玉県上尾市長（1963 -1968）
  - 友光恒 - 埼玉県上尾市長（1972 -1988）
  - 梅沢一郎 - 埼玉県加須市長（1967 - 1984）
  - 馬場秀夫 -埼玉県鴻巣町長（1946 - 1947, 1949 - 1951）行田市長（1951 - 1955）
  - 黒田重晴 - 埼玉県越谷市長（1973 - 1977）市長退任後に埼玉県議（無所属）
  - 黒沢春雄 - 埼玉県草加市長（1971 - 1973）鉄道事故死
  - 鈴木繁 - 埼玉県草加市長（1973 - 1977）
  - 山田三郎- 埼玉県富士見市長（1972 - 1988）
  - 田中喜三 - 埼玉県上福岡市（現・ふじみ野市）長（1977 - 1997）
  - 新村勝雄 - 千葉県福田村長（1947 - 1957）野田市長（1962 - 1976） 初当選から8年間は議会との対立で助役を置くことができなかった。関東大震災直後に福田村で起こった福田村事件(香川県から来た薬の行商人一行が虐殺された事件。被害者の中には子供も居た)の目撃者。
  - 吉野孝 - 千葉県習志野市長（1967 - 1983）
  - 飛鳥田一雄 - 神奈川県横浜市長（1963 - 1978） 日本社会党委員長に就任の為、任期途中で辞職。衆議院議員に復帰（通算6期）務める。
  - 伊藤三郎 - 神奈川県川崎市長（1971 - 1989）公害対策を訴えて当選
  - 正木千冬 - 神奈川県鎌倉市長（1970 - 1978） 治安維持法違反で投獄された経験を持つ。但し立場としては戦争遂行側であった
  - 長野正義 - 神奈川県横須賀市長（1957 - 1973）
  - 葉山峻 - 神奈川県藤沢市 長（1972 - 1996） 戦前から共産党の活動家で同党市議だった葉山又三郎の息子、峻自身も市議だったが社会党所属。市長退任後に民主党衆議院議員2期
- 甲信越
  - 鷹野啓次郎 - 山梨県甲府市長（1953 - 1968）社会党出身ではあるものの3期目で行政改革をめぐって社会党県本部と対立、社会党などが河口親賀県議を刺客として擁立するが市職労や保守系の支持を得て当選
  - 河口親賀 - 山梨県甲府市長（1971 - 1983）社会党県議出身ながら1983年の統一地方選挙で息子を県議に当選させたことで、社会党県本部などから刺客として原忠三前県議を擁立されて落選
  - 原忠三 - 山梨県甲府市長（1983 - 1991）
  - 神沢浄 - 山梨県竜王村長（1947 - 1955）竜王町（現・甲斐市）長（1984 - 1992）この間社会党県議・参院議員・衆院議員
  - 倉島至 - 長野県長野市長（1954 - 1962）
  - 筒井直久 - 長野県松本市長（1947 - 1951）
  - 深沢松美 - 長野県松本市長（1969 - 1976）
  - 堀込義雄 - 長野県上田市長（1959 - 1963）
  - 小山一平 - 長野県上田市長（1963 - 1973）市長退任後、社会党参議院議員3期、参議院副議長も務める
  - 荻原克巳 - 長野県柳原村長（1947 - 1951）飯山市長（1958 -1962）
  - 春日佳一 - 長野県飯山市長（1962 - 1978）
  - 高砂政郎 - 長野県塩尻市長（1967 - 1971） 初の日本共産党員市長
  - 高橋恭男 - 長野県大町市長（1978 - 1990）現大町市長の牛越徹の父
  - 川上喜八郎  - 新潟県新潟市長（1975 - 1982）
  - 小林孝平 - 新潟県長岡市長（1966 - 1984） 参院議員時代は政府の姿勢を厳しく質したことから「マムシの孝平」と呼ばれ、市長時代は一転して田中角栄と近い関係に
  - 志田保 - 新潟県新津市（現・新潟市秋葉区）長（1970 - 1981）
  - 斎藤富雄 - 新潟県新津市（現・新潟市秋葉区）長（1978 - 1991）
  - 富樫会 - 新潟県新発田市長（1970 - 1978）
  - 稲村稔夫 - 新潟県三条市長（1972 - 1976）市長退任後、社会党参議院議員2期
  - 佐藤政治 - 新潟県五泉市長（1970 - 1982）
- 北陸
  - 改井秀雄 - 富山県富山市長（1971 - 1983）
  - 岡良一 - 石川県金沢市長（1972 - 1978） 昭和19年に当時の東條英機内閣を批判し陸軍から懲罰召集を受けて出兵している。衆議院議員在任中に医学博士となる。五木寛之の義父
  - 守友友範 - 石川県七尾市長（1975 - 1985）[50] 在職中死去
  - 竹内伊知 - 石川県小松市長（1972 - 1980）
- 東海
  - 長谷川泰三 - 静岡県三島市長（1961 - 1977）
  - 渡辺彦太郎 - 静岡県富士市長（1970 - 1990）
  - 井出敏彦 - 静岡県沼津市長（1973 - 1978）
  - 植松義忠 - 静岡県富士宮市長（1972 - 1976, 1980 - 1983）
  - 西尾彦明 - 岐阜県中津川市長（1968 - 1976）
  - 小林橘川 - 愛知県名古屋市長（1952 - 1961）
  - 本山政雄 - 愛知県名古屋市長（1973 - 1985） 3期目はオール与党だったが、自民・社会・公明・民社・社民連を中心とするグループと共産党が中心となるグループが別々に推薦していた。これが現在まで続く共産党を除くオール与党vs共産党の図式の嚆矢となった
  - 大野正雄 - 愛知県春日井市長（1967 - 1970） 1970年11月26日、環境衛生協会の不正事件にからみ、愛人とともに収賄容疑で逮捕[51]。同年12月18日に辞職[52][53]。
  - 庭瀬健太郎 - 愛知県常滑市長（1979 - 1987） 共産党市議から離党して市長選挙に立候補し当選、市長落選後無所属で常滑市議を都合3期務めた。
  - 丹羽孝 - 愛知県岩倉市長（1977 - 1985）[50]

- 関西
  - 富井清 - 京都府京都市長（1967 - 1971）
  - 舩橋求己 - 京都府京都市長（1971 - 1981）
  - 今川正彦 - 京都府京都市長（1981 - 1989） 6党相乗りで立候補(自民・社会・公明が推薦し、共産・民社・社民連が支持。当時の政党で唯一新自由クラブは対立候補を立てた)し当選したが、1985年に古都税を導入して仏教会との対立を招いたことを一因として革新共闘が崩壊
  - 田川熊雄 - 京都府宇治市長（1970 - 1974）
  - 佐谷靖 - 京都府舞鶴市長（1954 - 1977）日ソ交流に取り組み蜷川知事とも親しかった
  - 小島幸夫 - 京都市亀岡市長（1975 - 1979） 日本共産党員市長
  - 羽室清 - 京都府綾部市長（1970 - 1982）
  - 山中末治 - 京都市八幡市長（1956 - 1980）市長退任後、社会党衆議院議員2期
  - 島利一 - 京都府城陽町長→城陽市長（1971 - 1977 ）蜷川革新府政の時代から革新系の首長として再選を続けていたが、小学校校舎建築をめぐる不正事件から引責辞任
  - 近藤博夫 - 大阪府大阪市長（1947 - 1951）
  - 大島靖 - 大阪府大阪市長（1971 - 1987）社会・公明・民社の支持で初当選、2期目以降は自民党など保守系も支持
  - 鈴木義仲 - 大阪府布施市（現・東大阪市）長（1951 - 1963）
  - 西尾九一 -大阪府河内市（同上）長（1960 - 1964）
  - 伏見格之助 - 大阪府東大阪市長（1970 - 1982）3期目以降から共産党が野党
  - 榎原一夫 - 大阪府吹田市長（1971 - 1991）
  - 阪上安太郎 - 大阪府高槻市長（1950 - 1958）
  - 吉田得三 - 大阪府高槻市長（1966 - 1976）
  - 井上一成 - 大阪府摂津市長（1968 - 1976） 市長退任後、社会党→旧民主党衆議院議員6期。郵政大臣も務めた。6期目は旧・民主党からの立候補だった。その後自由党→保守党→自民党と渡り歩いている。部落出身だとされている
  - 井上信也 - 大阪府摂津市長（1976 - 1988） 元摂津市長の井上一成の実弟で兄の国政転進に伴い後継として府議から転進、革新共闘だったが3期目は共産党は市政野党に転じ落選のちにサラリーマン新党へ
  - 津田一朗 - 大阪府羽曳野市長（1973 - 1989） 日本共産党員市長
  - 寺嶋宗一郎 - 大阪府枚方町長（1947）→枚方市長（1947 - 1955, 1959 - 1967）
  - 山村富造 - 大阪府枚方市長（1967 - 1975）
  - 北牧一雄 - 大阪府枚方市長（1975 - 1991）
  - 原田誠一 - 大阪府交野町長（1966 - 1971）→交野市長（1971 - 1990）
  - 北川義男 - 大阪府寝屋川市長（1970 - 1983）
  - 山脇悦司 - 大阪府八尾市長（1975 - 1995）
  - 井上喜代一 - 大阪府河内長野市長（1966 - 1980）
  - 吉道勇 - 大阪府貝塚市長（1970 - 2010） 初当選時は日本社会党単独推薦。のちにオール与党体制を築き、バブル期以降では数少ない自共相乗り首長だった
  - 原曻 - 大阪府岸和田市長（1973 - 2005）
  - 宮崎辰雄 - 兵庫県神戸市長（1969 - 1989） 2期目に革新系に転じたが、3期目以降は市政に政治的イデオロギーを入れない姿勢を示した事からオール与党に転じた。株式会社神戸市の「創業者」であり『非核神戸方式』の提唱者でもある。登山家だがその開発一辺倒の姿勢は他の登山家から批判されていた。
  - 篠田隆義 - 兵庫県尼崎市長（1966 - 1978） 旧・日本社会党公認の市長だった
  - 野草平十郎 - 兵庫県尼崎市長（1978 - 1990）
  - 山田耕三郎 - 滋賀県大津市長（1972 - 1980）市長退任後、参議院議員2期。連合参議院初代代表。
  - 山田豊三郎 - 滋賀県大津市長（1980 - 2003） 参議院議員選挙に立候補する為に辞職した前任者の山田耕三郎から後継者に指名され、当時の全政党の推薦を受けて立候補し無投票で当選した。在任は6期23年(2003年に暮れに辞職)にも及ぶが、革新自治体としては1988年執行の大津市長選挙までだった。在任中市長選挙の最低投票率が幾度か更新されている。高齢と多選、そして自治会との癒着などが問題視され、最後には与党会派からも引退勧告が出される状態だった
  - 寺西清 - 和歌山県湯浅町長（1970 - 1994）
  - 橋本哲朗 - 兵庫県朝来町長（1975 - 1991）
  - 山田兼三 - 兵庫県南光町長（1980 - 2005） 日本共産党員町長。共産党員ではあったが町議会議場に日章旗を掲げる事に反対しなかった。
- 中四国
  - 田淵久 - 岡山県岡山市長（1955 - 1959）
  - 寺田熊雄 - 岡山県岡山市長（1959 - 1963）
  - 浜井信三 - 広島県広島市長（1947 - 1955, 1959 - 1967）サンフランシスコ講和会議に社会党代表として随員で参加
  - 松本賢一 - 広島県呉市長（1954 - 1961）貴族院議員・呉市長だった松本勝太郎の息子
  - 山田機平 - 広島県府中町長（1972 - 1988）
  - 脇信男 - 香川県高松市長（1971 - 1995）
  - 石田良三 - 島根県大田市長（1985 - 1989）
  - 宮本研道 - 山口県小郡町（現・山口市）長（1977 - 2001）
  - 泉敬太郎 - 愛媛県新居浜市長（1965 - 1984）社会党公認で当選した市長としては最後
  - 氏原一郎 - 高知県高知市長（1951- 1967）
  - 坂本昭 - 高知県高知市長（1967 - 1978）
  - 横山龍雄 - 高知県高知市長（1978 - 1994）
  - 板原伝 - 高知県土佐市長（1969 - 1983）
  - 天野剛秋 - 高知県須崎市長（1966 - 1974）
- 九州
  - 中野真吾 - 福岡県門司市（現・北九州市）長（1947 - 1955）
  - 大坪純 - 福岡県八幡市（同上）長（1959 - 1963）
  - 吉田法晴 - 福岡県北九州市長（1963 - 1967）
  - 細谷治嘉 - 福岡県大牟田市長（1955 - 1963）市長退任後、社会党衆議院議員9期
  - 坂本九十百 - 福岡県田川市長（1955 - 1979）
  - 滝井義高 - 福岡県田川市長（1979 - 2003）  元開業医。日本社会党及び社会民主党に一貫して籍を置いていたが、保革問わず個人的人気が高く『滝井党』と称されるほどその支持基盤は強固だった
  - 金子忠 - 福岡県行橋市長（1966 - 1976）
  - 佐藤益美 - 大分県大分市長（1975 - 1991） - 元社会党県議で2期目以降は自民党も推薦
  - 平瀬實武 - 鹿児島県鹿児島市長（1959 - 1963）、鹿児島県串木野市長（1955 - 1958）
  - 末吉利雄 - 鹿児島県鹿児島市長（1967 - 1975）
  - 坂井孟一郎 - 長崎県香焼町（現・長崎市）長（1947 - 1987）
- 沖縄
  - 平良良松 - 沖縄県那覇市長（1968 - 1984）
  - 親泊康晴 - 沖縄県那覇市長（1984 - 2000）
  - 石川修 - 沖縄県石川市（現・うるま市）長（1974 -1978）
  - 大山朝常 - 沖縄県コザ市 （現・沖縄市）長（1958 - 1974） コザ市長時代の1970年に発生したコザ暴動の首謀者だとするガセが当時流れた。またコザ暴動に絡み暴漢の襲撃も受けている。沖縄社会大衆党の結成メンバーの一人。1990年代後半からは琉球独立を掲げて活動していた。誤解があるが沖縄市長にはなっていない
  - 崎間健一郎 - 沖縄県宜野湾市長（1969 - 1973）
  - 米須清與 - 沖縄県宜野湾市長（1973 - 1977）
  - 桃原正賢 - 沖縄県宜野湾市長（1985 - 1993）
  - 又吉盛一 - 浦添村長（1968 -  1970）→沖縄県浦添市長（1970 - 1980）
  - 渡具知裕徳 - 沖縄県名護市長（1970 - 1986）
  - 平良重信 - 沖縄県平良市（現・宮古島市）長（1969 - 1978）3期途中に汚職事件で引責辞任
  - 桃原用水 - 沖縄県石垣市長（1966 - 1974）沖縄社会大衆党籍
  - 内原英郎- 沖縄県石垣市長（1974- 1990）沖縄社会大衆党籍
  - 山内徳信 - 沖縄県読谷村長（1974 - 1998）読谷村長から太田昌秀知事の許で県出納長、退任後、社民党参議院議員1期